# Burkhart Prinz
Burkhart „Hardi“ Prinz (* 23. August 1939 in Gensungen; † 23. Januar 2014 ebenda) war ein deutscher Handballspieler und -trainer.
Nach seinem Abitur 1958 an der König-Heinrich-Schule im nordhessischen Fritzlar, dem Studium zum Gymnasiallehrer und einer Referendarzeit an der Albert-Schweitzer Schule in Kassel kam Prinz im Oktober 1965 als Lehrer für Sport, Geographie, Geschichte und Gemeinschaftskunde an die Geschwister-Scholl-Schule in Melsungen, wo er bis zu seiner Pensionierung im Juli 2003 tätig war, zuletzt als Oberstudienrat.
Prinz spielte seit früher Jugend Handball in seinem Heimatverein TSV Jahn Gensungen, den er später als Spieler und in den 1970er Jahren als Spielertrainer und Trainer zu dessen erfolgreichsten Jahren führte. Er setzte auf die Förderung von Talenten und brachte den Dorfverein damit stetig nach oben. Seine Arbeit gipfelte 1978, allerdings bereits unter seinem Nachfolger als Trainer, Peter Barthelmey, mit dem Aufstieg in die 1977 eingeführte eingleisige Bundesliga, mit Spielern wie Günter Böttcher, Jörg Anacker, Franz Wagner und Rolf Günther. Prinz selbst, der später auch die 1. Damenmannschaft des TSV Jahn Gensungen, die Herrenmannschaft des SV Harleshausen Kassel und die Damenmannschaft der SG 09 Kirchhof trainierte, wurde u. a. aufgrund seiner herausragenden Arbeit mit jungen Spielern zum Jugend-Bundestrainer des Deutschen Handballbunds berufen; dieses Amt hatte er neun Jahre lang inne.
Burkhart Prinz hatte aus seiner ersten Ehe einen Sohn und eine Tochter, aus der zweiten einen weiteren Sohn. Neben seiner beruflichen Tätigkeit und dem Handball war er auch Jahrzehnte lang in verschiedenen Funktionen als Jagdexperte tätig. Burkhart Prinz verstarb am 23. Januar 2014.